# 우타나이역
우타나이역(일본어: 歌内駅)은 일본 홋카이도 나카가와 군 나카가와 정에 위치한 홋카이도 여객철도 소야 본선의 철도역이다. 역 번호는 W65이며, 단선 승강장 1면 1선의 구조를 갖춘 지상역이다.

## 이용 현황
- 1981년 - 16명
- 1992년 - 10명

## 역 주변
- 국도 제40호선
- 데시오강

## 역사
- 1923년 11월 10일 : 국유 철도 데시오 선 본피라 역 - 도이칸베쓰 역 간 개통에 수반해 우토나이역으로서 개업. 일반역.
- 1924년 6월 25일 : 선로명을 데시오미나미 선으로 개칭, 그것에 수반해 이 선의 역이 된다.
- 1926년 9월 25일 : 데시오미나미 선과 데시오키타 선을 통합해 선로명을 데시오 선으로 개칭, 그것에 수반해 이 선의 역이 된다.
- 1930년 4월 1일 : 데시오 선을 소야 본선으로 편입, 그것에 수반해 이 선의 역이 된다.
- 1951년 7월 20일 : 우타나이역으로 개칭.
- 1977년 5월 25일 : 화물 취급 폐지.
- 1984년
  - 2월 1일 : 소화물 취급 폐지.
  - 11월 10일 : CTC 도입에 수반해 합리화에 의한 무인화.
- 1987년 4월 1일 : 일본국유철도 분할 민영화에 의해, 홋카이도 여객철도가 승계.
- 1980년대 후반 - 1990년대 전반 : 역사 개축, 화차 역사로 한다.
- 2022년 3월 12일：이용자 감소에 따라 폐지.

## 인접 역
| 소야 본선                          | 소야 본선           | 소야 본선                    |
| ---------------------------------- | ------------------- | ---------------------------- |
| W64 데시오나카가와 아사히카와 방면 | ■ 홋카이도 여객철도 | 도이칸베쓰 W66 왓카나이 방면 |